# Aleyde (abbesse de la Cambre)
Aleyde est une religieuse cistercienne qui fut au XIIIe siècle la 6e abbesse de l'abbaye de la Cambre à l'époque dans le Duché de Brabant.